# Antratsyt
Antratsyt (ukrainska: Антрацит lyssna (fil)) är en stad i Luhansk oblast i östra Ukraina. Staden ligger cirka 53 kilometer sydväst om Luhansk. Antratsyt beräknades ha 52 150 invånare i januari 2022.
Under de proryska protesterna i Ukraina 2014 intogs staden av proryska separatister.